# Irsko na Letních olympijských hrách 1956
Irsko se účastnilo Letní olympiády 1956 v australském Melbourne.

## Medailisté
| Medaile | Jméno           | Sport    | Soutěž                             |
| ------- | --------------- | -------- | ---------------------------------- |
| Zlato   | Ron Delany      | Atletika | Muži běh na 1500 m                 |
| Stříbro | Fred Tiedt      | Box      | muži váha lehká střední - do 67 kg |
| Bronz   | Tony Byrne      | Box      | muži lehká váha - do 60 kg         |
| Bronz   | Johnny Caldwell | Box      | muži váha muší - do 52 kg          |
| Bronz   | Freddie Gilroy  | Box      | muži váha bantamová - do 56 kg     |